# The Platinum Collection (álbum de Mina Mazzini)
The Platinum Collection es un recopilatorio de la cantante italiana Mina Mazzini, fue publicado el 6 de febrero de 2004.
Pertenece a la serie The Platinum Collection y tiene tres CD, cada uno abarca una época:
- CD1: 1968-1975;
- CD2: 1976-1989;
- CD3: 1990-2003.

## Lista de temas
| CD 1 (1968-1975) |                          |          |  |
| N.º              | Título                   | Duración |  |
| 1.               | «L'importante è finire»  |          |  |
| 2.               | «Non gioco più»          |          |  |
| 3.               | «Amor mio»               |          |  |
| 4.               | «Io e te da soli»        |          |  |
| 5.               | «Insieme»                |          |  |
| 6.               | «Parole parole»          |          |  |
| 7.               | «Bugiardo e incosciente» |          |  |
| 8.               | «Non credere»            |          |  |
| 9.               | «E poi...»               |          |  |
| 10.              | «Emozioni»               |          |  |
| 11.              | «La voce del silenzio»   |          |  |
| 12.              | «Fa qualcosa»            |          |  |
| 13.              | «Vorrei che fosse amore» |          |  |
| 14.              | «E penso a te»           |          |  |
| 15.              | «Zum zum zum»            |          |  |
| 16.              | «Grande grande grande»   |          |  |
| 17.              | «Caro»                   |          |  |
| 18.              | «Dai dai domani»         |          |  |
| 19.              | «La musica è finita»     |          |  |
| 73:49            |                          |          |  |

| CD 2 (1976-1989) |                             |          |  |
| N.º              | Título                      | Duración |  |
| 1.               | «Questione di feeling»      |          |  |
| 2.               | «Ancora ancora ancora»      |          |  |
| 3.               | «Magica follia»             |          |  |
| 4.               | «Les cornichons (Big Nick)» |          |  |
| 5.               | «Una lunga storia d'amore»  |          |  |
| 6.               | «Già visto»                 |          |  |
| 7.               | «Momento magico»            |          |  |
| 8.               | «Allora sì»                 |          |  |
| 9.               | «Via di qua»                |          |  |
| 10.              | «Senza fiato»               |          |  |
| 11.              | «Se il mio canto sei tu»    |          |  |
| 12.              | «Rose su rose»              |          |  |
| 13.              | «Ma che bontà»              |          |  |
| 14.              | «Un'aquila nel cuore»       |          |  |
| 15.              | «Buonanotte buonanotte»     |          |  |
| 16.              | «Citta' vuota»              |          |  |
| 17.              | «Tres palabras»             |          |  |
| 18.              | «Oggi ti amo di più»        |          |  |
| 19.              | «Il cielo in una stanza»    |          |  |
| 73:13            |                             |          |  |

| CD 3 (1990-2003) |                                 |          |  |
| N.º              | Título                          | Duración |  |
| 1.               | «Neve»                          |          |  |
| 2.               | «Il pazzo»                      |          |  |
| 3.               | «Volami nel cuore»              |          |  |
| 4.               | «Johnny»                        |          |  |
| 5.               | «Non c'è più audio»             |          |  |
| 6.               | «In vista della sera»           |          |  |
| 7.               | «Can't Take My Eyes Off of You» |          |  |
| 8.               | «Un'estate fa»                  |          |  |
| 9.               | «Fosse vero»                    |          |  |
| 10.              | «Amore, amore, amore mio»       |          |  |
| 11.              | «Raso»                          |          |  |
| 12.              | «Something»                     |          |  |
| 13.              | «Come stai»                     |          |  |
| 14.              | «Il corvo»                      |          |  |
| 15.              | «Fortissimo»                    |          |  |
| 16.              | «Cry Me a River»                |          |  |
| 71:34            |                                 |          |  |

## Posicionamiento en las listas musicales

### Semanales
| Italia | Italia Top 100 | 1 |

## Certificaciones
| Territorio | Organismo certificador | Certificación | Ventas certificadas | Simbolización | Ref.  |
| ---------- | ---------------------- | ------------- | ------------------- | ------------- | ----- |
| Italia     | FIMI                   | Platino       | 50 000              | ●             | [ 2 ] |